# Spirotheca mahechae
Spirotheca mahechae är en malvaväxtart som beskrevs av Fern.Alonso. Spirotheca mahechae ingår i släktet Spirotheca och familjen malvaväxter. Inga underarter finns listade i Catalogue of Life.